# القرين (يافع)

تعديل مصدري - تعديل

القرين هي إحدى قرى عزلة لبعوس بمديرية يافع التابعة لمحافظة لحج، بلغ تعداد سكانها 246 نسمة حسب تعداد اليمن لعام 2004.